# ニューポートニューズ駅
ニューポートニューズ駅（英語：Newport News Station）は、かつてアメリカ合衆国バージニア州ニューポートニューズ ワーウィック・ブールバード9304にあった駅。 アムトラックが乗り入れていた。2024年に新交通センター「en:Newport News Transportation Center」が開業したため廃駅となった。新駅は約15キロメートル北に位置している。

## 概要
この場所には旧チェサピーク・アンド・オハイオ鉄道（C＆O）旅客駅があった。1981年10月に開業したアムトラックのニューポートニューズ駅は、モダンな長方形の建物となった。建設中は暫定措置としてニューポートニューズ23rdストリートのフェリー桟橋にあるC＆Oの駅を使用した。この駅舎はまだ健在であり、レストランとして使用中である。

## 利用可能な鉄道路線／列車
アムトラックの発着する列車は下記の通り。
ボストンとニューポートニューズ間の昼行長距離列車ノースイースト・リージョナル…1日2往復発着

## バス
当駅から乗車できるバスは以下の通り。
路線バス： ハンプトン・ロード・トランジット (Hampton Roads Transit)